# Bodó Andrea
Bodó Andrea, Molnár Miklósné (Budapest, 1934. augusztus 4. – Novato, Kalifornia, 2022. szeptember 21.) olimpiai bajnok magyar tornász, sportvezető.

## Sportpályafutása
A Budapesti Honvéd, illetve a Budapesti Vörös Meteor tornászaként 1952-től 1956-ig szerepelt a magyar válogatottban. Két olimpián vett részt, a magyar női tornászcsapattal összesen négy olimpiai érmet nyert. Az 1956. évi melbourne-i olimpián a Bodó Andrea, Keleti Ágnes, Kertész Alíz, Korondi Margit, Köteles Erzsébet, Tass Olga összeállítású kéziszer csapat tagjaként olimpiai bajnoki címet szerzett. Az olimpia után nem tért haza, az Amerikai Egyesült Államokban telepedett le.

### Sporteredményei
- olimpiai bajnok (kéziszer csapat: 1956 Melbourne)
- kétszeres olimpiai 2. helyezett (összetett csapat: 1952, 1956)
- olimpiai 3. helyezett (kéziszer csapat: 1952 Helsinki)
- mesterfokú bajnok (lóugrás: 1955)
- magyar csapatbajnok (1956)

## Sportvezetői pályafutása
1960-ban a Berkeley Egyetemen testnevelőtanári és pszichológusi oklevelet szerzett. Tagja lett az Amerikai Torna Szövetség végrehajtó bizottságának, majd 1984-től a Nemzetközi Torna Szövetség (FIG) Ritmikus Sportgimnasztika Bizottságának. 1988-tól a FIG titkárává, 1992-től négy évre alelnökévé választották. Az 1984. évi Los Angeles-i és az 1992. évi barcelonai olimpián technikai vezetőként részt vett a ritmikus sportgimnasztika versenyek lebonyolításában.

## Díjai, elismerései
- A Magyar Népköztársaság Érdemes Sportolója (1954)[3]